# Academie Vivarium Novum
Academie Vivarium Novum (Accademia in het Italiaans) is de enige academie ter wereld waar mannelijke studenten zich gedurende een of meerdere jaren kunnen verdiepen in Latijn en Oudgrieks. Deze talen worden immers zowel in als buiten de klas gesproken. Hoofd van de academie is Luigi Miraglia, die volgens het tijdschrift The New Yorker "vloeiender Latijn spreekt dan ook maar iemand anders vandaag de dag".
De Academie Vivarium Novum werd gesticht om de traditie van de scholen in de renaissance te herstellen: de onderwijsmethodes en de vrije en kritische visie op de wereld. De grondslag van de Academie is de overtuiging dat waardigheid (dignitas hominis) alleen te bereiken valt door voortdurende zelfbeproeving. De studenten van de Academie wijden zich aan de uitoefening van een degelijke beheersing van het Latijn en Oudgrieks.
De naam Vivarium Novum verwijst naar de porto-humanistische gemeenschap van Cassiodorus. Vivarium was een plaats waar de vrije kunsten en verheven aspiratie samenkwamen. Tevens verwijst het naar het eiland Vivara, dat in de Golf van Napels gesitueerd is.

## Academisch jaar
Het hoofdprogramma dat de Academie aanbiedt loopt van begin oktober tot eind juni en is er met name op gericht om de studenten kennis te laten maken met het domein van de Geesteswetenschappen. De onderwerpen die worden behandeld zijn Oudgriekse filosofie, klassiek Latijnse literatuur, literatuur uit de renaissance, Oudgriekse taal & literatuur en Romeinse geschiedenis. De lessen Poëziegeschiedenis en Antieke prosodie worden op een unieke wijze gegeven. Verzen worden hier op muziek gezet om zo op effectieve wijze de metrische structuur uit te kunnen leggen. Het koor van de Academie, Tyrtarion (gevormd uit de namen Tyrtaeus en Arion) heeft binnen de wereld van de Latijnse en Griekse poëzie reeds enige bekendheid. Hoewel de lingua franca tamelijk ongewoon is, heeft het programma niet de beheersing van het Latijn en Oudgrieks als doel op zich. Deze talen worden onderwezen om als instrument te dienen bij het begrijpen van het literaire, filosofische en historische nalatenschap van de westerse wereld, en om te laten zien hoe zij hierdoor (deels) gevormd zijn.
Studenten van zestien tot vijfentwintig jaar kunnen zich jaarlijks bij Academie Vivarium Novum aanmelden. Elk jaar wordt er voor hen een toelatingsproces gehouden, waarna zo'n 40 (nieuwe) studenten worden toegelaten met een 'beurs': de toegelaten studenten krijgen gratis onderdak, lessen en studiebenodigdheden.

## Zomercursus
Om de studiebeurzen te kunnen financieren, organiseren de Academie en de Mnemosyne Foundation elk jaar een intensieve zomercursus Latijn. De cursus duurt acht weken, van begin juni tot medio augustus, en focust op het vergemakkelijken van het lezen van klassieke teksten, ook voor hen die nog geen kennis hebben van het Latijn. Daarnaast worden de cursisten de beginselen van een actieve beheersing van het Latijn geleerd. De lesboeken die hierbij gebruikt worden, komen uit de serie Lingua Latina per se Illustrata van Hans Ørberg en worden door de Academie zelf gepubliceerd.